# Cromosoma artificial humà
El cromosoma artificial humà, CAH (en anglès: human artificial chromosome, abreujat HAC) és un microcromosoma que actua com a nou cromosoma en una població de cèl·lules humanes. Això és que, en lloc de 46 cromosomes, a cèl·lula en podria tenir 47 amb el 47è essent molt petit, aproximadament de 6-10 megabases de mida, i capaç de portar nous gens introduïts pel científics. Abans que els cromosomes artificials humans (de 1997) se n'havien creat dels llevats i dels bacteris.
Els cromosomes artificials humans són útils per elucidar la funció dels cromosomes. Quan creixen en cèl·lules HT1080 són mitòticament i citogenèticament estables durant sis mesos.

## Història
John J. Harrington, Gil Van Bokkelen, Robert W. Mays, Karen Gustashaw & Huntington F. Willard de la Universitat Case Western Reserve van publicar el primer informe sobre CAH el 1997. Els van sintetitzar combinat porcions d'alfa ADN satèl·lit amb ADN telomèrici genòmic dins de cromosomes linears.